# Crak!
Crak! est une œuvre de l'artiste américain Roy Lichtenstein réalisée en 1963 en style pop art utilisant des points Benday, une bulle de bande dessinée, et une interjection en gros caractères graphiques.
Réalisée en lithographie offset sur papier vélin blanc léger  et de dimensions 48,9 × 70,2 cm, elle est directement inspirée d'une case de la bande dessinée Star Spangled War Stories.